# Oravské Veselé
Oravské Veselé és un poble i municipi d'Eslovàquia que es troba a la regió de Žilina, al centre-nord del país.
Es troba documentat des del 1629.

## Demografia
| Godina             | 1994 | 2004    | 2014   | 2024   |
| ------------------ | ---- | ------- | ------ | ------ |
| Nombre de persones | 2424 | 2738    | 2892   | 3081   |
| Diferència         |      | +12,95% | +5,62% | +6,53% |

| Godina             | 2023 | 2024   |
| ------------------ | ---- | ------ |
| Nombre de persones | 3064 | 3081   |
| Diferència         |      | +0,55% |